# Oldenlandia trinervia
Oldenlandia trinervia är en måreväxtart som beskrevs av Anders Jahan Retzius. Oldenlandia trinervia ingår i släktet Oldenlandia och familjen måreväxter. Inga underarter finns listade i Catalogue of Life.